# Homohadena polypicta
Homohadena polypicta là một loài bướm đêm trong họ Noctuidae.